# 赤津光一郎
赤津 光一郎（あかつ こういちろう、1957年（昭和32年） -　）は、日本の経済産業官僚。 

## 経歴
1980年に東京大学法学部を卒業後、通商産業省（現経済産業省）に入省。通商政策局国際経済課、機械情報産業局通商室、基礎産業局通商室長、東北経済産業局長等を経て2008年7月に退官。その後は貿易研修センター専務理事等を経て、2019年より日本機械輸出組合専務理事。 

### 年譜
- 1980年4月 - 通商産業省 入省
- 1993年5月 - 通商産業省 中小企業庁 計画部 中小企業経営労働対策官
- 1997年7月 - 通商産業省 基礎産業局 企画官
- 1999年7月 - 金属鉱業事業団（現 独立行政法人エネルギー・金属鉱物資源機構、JOGMEC） 総務部長
- 2002年7月 - 経済産業省 貿易経済協力局 貿易管理部 安全保障貿易審査課長
- 2005年9月 - 経済産業省 大臣官房参事官（商務流通グループ・総合調整担当）
- 2006年4月 - 経済産業省 商務情報政策局 商務課長
- 2007年7月 - 経済産業省 東北経済産業局長
- 2008年7月 - 経済産業省 退官
- 2008年7月 - 財団法人貿易研修センター（現 国際経済連携推進センター） 専務理事
- 2014年6月 - 上五島石油備蓄株式会社 常務取締役
- 2019年5月 - 日本機械輸出組合 専務理事

## 入省同期
- 立岡恒良（経済産業事務次官／三菱商事取締役）
- 石黒憲彦（経済産業審議官）
- 上田隆之（経済産業審議官、資源エネルギー庁長官）
- 佐藤樹一郎（経済産業研究所副所長、中小企業庁次長、日本貿易振興機構ニューヨーク事務所長／大分県知事）
- 永塚誠一（商務情報政策局長、近畿経済産業局長／日本自動車工業会副会長・専務理事、三菱ふそうトラック・バス 代表取締役会長）
- 浜田昌良（生物化学産業課長／参議院議員、復興副大臣）
- 眞鍋隆（経済産業研究所長／産業技術総合研究所理事、カケンテストセンター理事長）
- 杉田定大（中国経済産業局長、大臣官房審議官（貿易経済協力局担当）／日中経済協会専務理事、日興証券顧問）
- 長尾尚人（中部経済産業局長／日本政策投資銀行常務執行役員、電子情報技術産業協会代表理事・専務理事）
- 後藤芳一（大臣官房審議官（製造産業局担当）／大阪大学大学院教授、東京大学大学院教授、機械振興協会副会長・技術研究所長）
- 今清水浩介（欧州中東アフリカ課長、日本貿易振興機構ジャカルタセンター長／情報処理推進機構理事、日本航空宇宙工業会専務理事、幕張メッセ代表取締役社長）
- 津上俊哉（公正貿易推進室長、在中国日本大使館参事官、北東アジア課長／日本国際問題研究所 客員研究員）
- 清川寛（立地環境整備課長、経済産業研究所上席研究員／国際超電導産業技術研究センター専務理事）
- 古賀茂明（古賀茂明政策ラボ代表）
- 西山英彦（経済産業省通商政策局審議官、環境省福島除染推進チーム次長／矢崎ブラジル有限会社副社長、大和エナジー・インフラ シニアアドバイザー）